# Євстахієва труба

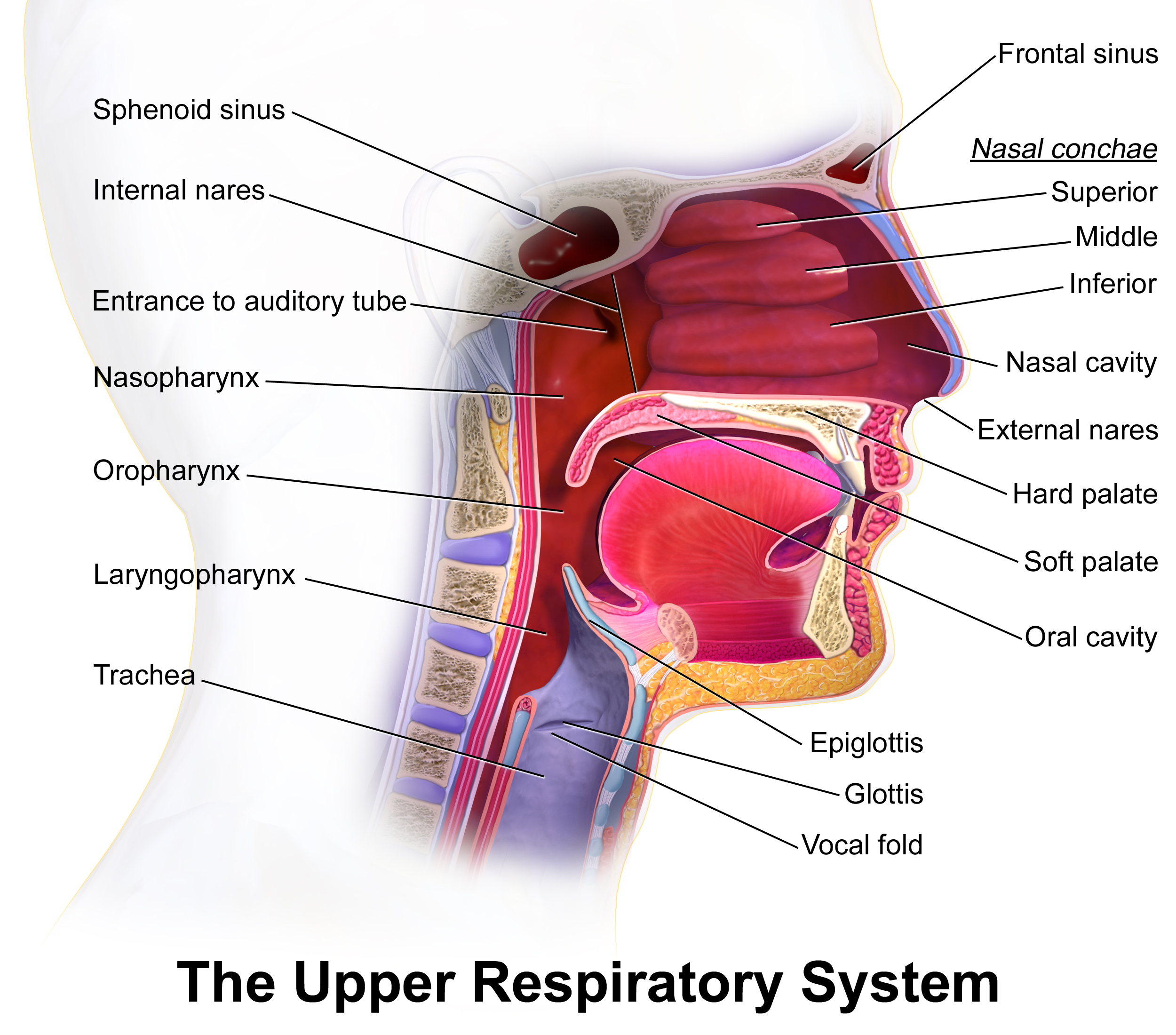
Верхні дихальні шляхи, вхід до євстахієвої труби в носоглотці позначений entrance to auditory tube.

Будова вуха. Євстахієва труба — 12

Євста́хієва труба (або слухова́ труба, лат. tuba Eustachii, tuba auditiva) — канал, що з'єднує носоглотку з барабанною порожниною. Є частиною середнього вуха. У дорослих людей євстахієва труба становить приблизно 35 мм завдовжки і 3 мм діаметром. Вона названа на честь анатома XVI століття Бартоломео Євстахія.

## Загальна характеристика
В організмі людини та в організмах деяких наземних тварин середнє вухо (вушний канал), як правило, заповнене повітрям. На відміну від відкритого вушного каналу, повітря у середньому вусі не знаходиться в безпосередньому контакті з атмосферою поза тілом. Євстахієва труба з'єднує камери середнього вуха із задньою стінкою носоглотки. Через цей канал з глотки в барабанну порожнину надходить повітря, завдяки чому підтримується рівновага між тиском в середині вуха і атмосферним тиском зовні. Євстахієва труба відкривається під час ковтальних рухів чи при позіханні, і в цей час відбувається урівнювання атмосферного тиску з тиском у барабанній порожнині.
Наприклад, при зльоті в літаку, тиск навколишнього повітря зменшується. Повітря в середньому вусі розширюється і виштовхується через євстахієву трубу. При зниженні висоти, об'єм повітря в середньому вусі зменшується і наступає його розрідження. Тому необхідне активне відкриття євстахієвої труби для вирівнювання тиску між середнім вухом і навколишньою атмосферою. Дайвери, під час занурення під воду, також відчувають цю зміну тиску, і тому необхідне активне розширення євстахієвих труб. Зазвичай, у здорової людини стабілізація тиску відбувається автоматично.

## Структура
Євстахієва труба проходить від передньої стінки середнього вуха до бічної стінки носоглотки, приблизно на рівні нижньої носової раковини. Вона складається з двох частин: кісткової частини і хрящової частини.

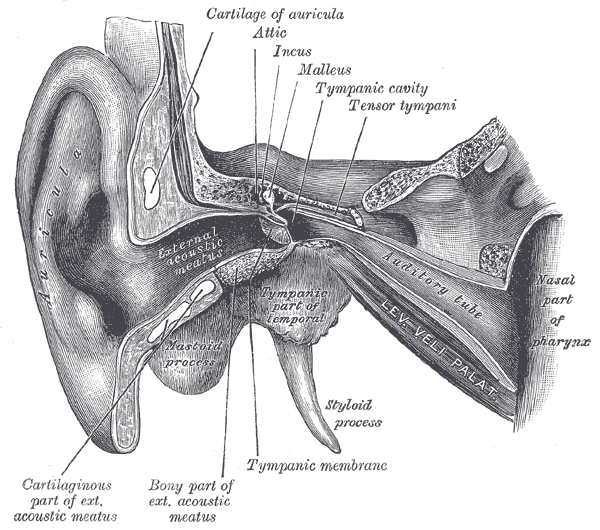
Зовнішнє та середнє вухо. Малюнок з «Анатомії Грея»

### Кісткова частина
Кісткова частина (1/3), найближча до середнього вуха, утворена з кісткової тканини і є завдовжки близько 12 мм. Вона починається в передній стінці барабанної порожнини, нижче перегородки м'язово-трубних каналів (canalis musculotubarii), і, поступово звужуючись, закінчується у місці з'єднання лускатої і кам'янистої частин скроневої кістки. Вона має зазублений край, який служить для прикріплення хрящової частини.

### Хрящова частина
Хрящова частина слухової труби становить близько 24 мм завдовжки і складається з трикутної пластинки пружного волокнистого хряща, вершина якого прикріплена до краю медіального кінця кісткової частини труби, в той час як її основа лежить безпосередньо під слизовою оболонкою носа, частини глотки, де вона утворює підвищення у вигляді валика — трубний валик (torus tubarius), позаду глоткового отвору слухової труби.
Верхній край хряща загинається в бічному напрямку у вигляді гачка. В основі труби хрящ є гіаліновим, в центральних ділянках він є сітчастим. Хрящ лежить у виїмці між кам'янистою частиною скроневої кістки і великого крила клиноподібної кістки. Хрящова частина закінчується глотковим отвором, розташованим на бічній стінці носоглотки. Місце переходу кісткової частини в хрящову називається перешийком слухової труби (isthmus tubae), просвіт її в області перешийка — звужений. Слизова оболонка, яка вистилає трубу, покрита миготливим епітелієм, рух війок якого спрямовано в сторону носоглотки. Слизова оболонка являє собою продовження слизової оболонки барабанної порожнини, з одного боку, і носоглотки — з іншого. Слухова труба вистелена багаторядним миготливим епітелієм, містить келихоподібні слизові клітини. На поверхні епітелію відкриваються протоки слизових залоз. Поблизу глоткового отвору в слизовій оболонці носоглотки зосереджено скупчення лімфоїдної тканини, яке утворює трубний мигдалик (tonsilla tubaria).

### М'язи
Існують чотири м'язи, пов'язані з функцією євстахієвої труби:
- М'яз-підіймач піднебінної завіски (levator veli palatini), який іннервується блукаючим нервом
- Трубно-глотковий м'яз (musculus salpingopharyngeus), який іннервується блукаючим нервом
- М'яз-натягувач барабанної перетинки (tensor tympani), який іннервується нижньощелепним нервом (гілка трійчастого, CN V)
- М'яз-натягувач піднебінної завіски (tensor veli palatini), який іннервується нижньощелепним нервом (гілка CN V)

Трубка відкривається при ковтанні скороченням tensor veli palatini і м'язів м'якого піднебіння.

## Розвиток
Євстахієва труба є похідною вентральної частини першого глоткового мішечка і другого ендодермального мішка, який під час ембріогенезу формує трубнобарабанну заглибину (recessus tubotympanicus). У дистальній частині борозни трубнобарабанна заглибина дає початок барабанної порожнини, а проксимальна трубчаста структура стає євстахієвою трубою. Це допомагає трансформації звукових хвиль.

## Функція

### Вирівнювання тиску
За нормальних умов, євстахієва труба людини закрита, але її можна відкрити, щоб впустити невелику кількість повітря для вирівнювання тиску між середнім вухом і атмосферою. Перепади тиску призводять до тимчасової кондуктивної приглухуватості зі зниженням рухливості барабанної перетинки і слухових кісточок вуха. Різні методи очищення вуха, такі як позіхання, ковтання чи жування гумки може бути використано навмисно, щоб відкрити трубу і вирівняти тиск. Коли це відбувається, люди чують невеликі уривчасті звуки, знайомі авіаційним пасажирам, аквалангістам, або водіям в гірських районах. Пристрої, які надають допомогу у вирівнюванні тиску, включають спеціальний балон, прикладений до носа, створюючи необхідний в даному випадку тиск повітря. Деякі люди вчаться самостійно «натискати кнопку» вуха, виконуючи процедуру вирівнювання тиску, відкривши свої євстахієві труби при зміні тиску. Дехто може навіть свідомо протягом невеликого проміжку часу тримати свою євстахієву трубу відкритою, і , таким чином, збільшувати або зменшувати тиск повітря в середньому вусі. Цей добровільний контроль може бути вперше виявлений при позіханні або ковтанні або іншими засобами. Ті, хто розвиває цю здатність може виявити, що це може бути зроблено навіть тоді, коли немає жодних питань тиску.

### Слизовий дренаж
У євстахієву трубу затікає слиз із середнього вуха. Інфекції верхніх дихальних шляхів або алергії можуть призвести до набряку слизової євстахієвої труби, затримки рідини, яка служить поживним середовищем для бактерій, які спричинюють отит. Цей набряк може бути зменшений за рахунок використання протинабрякових препаратів, таких як псевдоефедрин, оксиметазолін і фенілефрин. Отит більш поширений у дітей, тому що труба горизонтальна і коротша, а також має менший діаметр, що робить рух рідини ускладненим і створює сприятливе середовище для бактерій. Крім того, розвиток дитячої імунної системи і проблеми з гігієною вух роблять їх більш схильними таких уражень.

## Клінічне значення
Отит, або запалення середнього вуха, часто впливає на євстахієву трубу. Діти у віці до 7 років більш чутливі до захворювання. За однією з теорій, це відбувається тому, що євстахієва труба дитини коротша і розташована більш горизонтально, ніж у дорослому вусі. За іншою — сприйнятливість до хвороби у цій віковій групі пов'язана не з анатомією євстахієвої труби, а з імунологічними факторами.
Бароотит — форма баротравми, який може статися, коли є істотна різниця тиску у зовнішньому і внутрішньому вухах в повітрі або воді (наприклад, під час розриву поряд з людиною вибухівки, при швидкому підйомі під час підводного плавання, або під час раптової декомпресії літака на великій висоті).
Деякі люди народжуються з вадою євстахієвої труби, яка в них набагато тонша, ніж зазвичай. Причиною цього може бути спадковість або як стан, при якому пацієнт не в повній мірі зміг адаптуватися до зміни тиску в середньому вусі під час пологів (збереження стиснення при народженні). Дисфункція евстахієвої труби може призвести до великої кількості слизу, який накопичується в середньому вусі, часто до певної міри погіршуючи слух. Середній отит з випотом, при якому слиз стає дуже густим і желеподібним, відомий як ексудативний отит.
Дуже рідко у людей зустрічається стан, при якому слухова труба залишається періодично відкритою, викликаючи гучний звук власного серця, дихання і мовлення. Це може бути тимчасово припинено, якщо тримати голову вниз.
Куріння також може призвести до пошкодження війок, які захищають євстахієву трубу від слизу, що може спричинити закупорювання труби та скупчення бактерій у вусі і стати причиною інфекції середнього вуха.
Також до дисфункції слухової труби можуть призвести повторювані та хронічні випадки гаймориту, спричинені надмірною продукцією слизу, що, в свою чергу, зумовлює обструкцію отвору євстахієвої труби.

### Хірургічна перфорація барабанної перетинки
У тяжких випадках внутрішньої вушної інфекції і закупорки євстахієвої труби у дітей, вентиляція може бути забезпечена шляхом хірургічної перфорації барабанної перетинки (відомою як міринготомія), яка дозволяє вирівнювати тиск повітря. Барабанна перетинка, зазвичай, природно загоюється і закриває отвори, тому в них вставляються крихітні пластикові втулки (тимпаностомічна трубка), щоб тримати їх відкритими. Коли дитина виростає, трубка з часом природним чином витісняється тілом. Вентиляційні втулки з великими фланцями були досліджені раніше, але їх використання може призвести до постійної перфорації барабанної перетинки.

### Постійне вентилювання зовнішнього слухового проходу
Проблема хірургічної імплантації барабанної перетинки полягає в тому, що вимагає частої ручної чистки (через проблеми закупорки), що також може призвести до внутрішньої інфекції вуха через прямий шлях від зовнішнього до внутрішнього вуха.

### Протез в євстахієвій трубі
Іншим підходом, який дозволяє дренування середнього вуха, є використання протеза, який вставляється в євстахієву трубу, для надання допомоги в проведенні відкриття труби. Протез не обов'язково тримає трубу повністю відкритою весь час, але замість цього може злегка скріпити тканини стінки вузької трубки для надання допомоги у вентиляції.
Одним з таких прикладів є силіконова трубка з фланцем у верхній частині, яка утримує його від вибивання і випадання в горло. Проте, в дослідженні, проведеному в 1978 році, вона не була визнана ефективною для довгострокового використання, бо в кінцевому підсумку заповнюється слизом, породжує отит, а тому видаляється.

### Видалення надлишкової тканини труби
Гіпертрофія (надмірне розростання) клітин, які виробляють слиз, може закупорити трубу. Процедура для зменшення росту відома як мікродебридерна пластика євстахієвої труби.

## Інші тварини
У непарнокопитних (коней) і деяких інших ссавців, як, наприклад, жовто-плямистий даман, евангінація євстахієвої труби називається горловим мішком, який ділиться на медіальне і латеральне відділення шилопід'язикового м'яза кісткового апарата під'язикової кістки. Це має велике значення для ветеринарної медицини коней, бо мішки схильні до інфікування. Внаслідок їхнього зв'язку з черепно-мозковими нервами (VII, ІХ, Х, ХІ) і внутрішньою і зовнішньою сонною артерією, можуть виникати різні варіанти пошкодження. Носова кровотеча — це дуже поширений діагностичний критерій для ветеринарних лікарів і це часто може бути смертельним для тварини, якщо вчасно не буде використаний балонний катетер, щоб зупинити кровотечу.